# جاي روبي
جاي روبي (بالإنجليزية: Jay Ruby)‏ هو عالم إنسان أمريكي، ولد في 1935.